# Sympistis wilsoni
Sympistis wilsoni là một loài bướm đêm thuộc họ Noctuidae. Nó được tìm thấy ở Canada, more specifically ở Alberta và British Columbia.
Sải cánh dài khoảng 24 mm.